# 葉祖奇河
葉祖奇河（羅馬化：Yezuch）是烏克蘭東北部的河流，屬於謝伊姆河的左支流。該河發源自貝雷日内，流經蘇梅州的科諾托普區東南面，河口處在利索古比夫卡北面，河道全長57公里，流域面積839平方公里。